# Agrostis ericetorum
Agrostis ericetorum é uma espécie de gramínea do gênero Agrostis, pertencente à família Poaceae.